# Antistasea mutans
Antistasea mutans är en tvåvingeart som beskrevs av Louis-Paul Mesnil 1970. Antistasea mutans ingår i släktet Antistasea och familjen parasitflugor. Inga underarter finns listade i Catalogue of Life.